# Sergei Alexandrowitsch Kossorotow
Sergei Alexandrowitsch Kosorotow (russisch Сергей Александрович Косоротов; * 15. April 1969 in Samara, Oblast Kuibyschew, RSFSR) ist ein ehemaliger russischer Judoka, der bis 1991 für die Sowjetunion antrat. Er war 1991 Weltmeister, 1990 und 1995 war er Europameister.

## Sportliche Karriere
Der 1,94 m große Sergei Kosorotow kämpfte im Schwergewicht und in der offenen Klasse. 1990 war er sowjetischer Meister im Schwergewicht.
Bei den Europameisterschaften 1989 in Helsinki trat er in der offenen Klasse an und verlor im Achtelfinale gegen den Belgier Harry Van Barneveld. Mit Siegen über den Deutschen Jochen Plate, den Ungarn László Tolnai und den Franzosen Roger Vachon erkämpfte sich Kosorotow eine Bronzemedaille. Ein Jahr später trat er bei den Europameisterschaften 1990 in Frankfurt am Main im Schwergewicht an. Er bezwang im Achtelfinale den Ungarn Imre Csősz, im Viertelfinale den Bulgaren Damian Stoikow und im Halbfinale Jochen Plate. Im Finale traf er auf Harry Van Barneveld und gewann seinen ersten internationalen Titel. Zweieinhalb Monate später siegte Kosorotow im Finale der Goodwill Games in Seattle gegen den Kubaner Frank Moreno. Bei den Europameisterschaften 1991 in Prag besiegte er im Halbfinale den Polen Rafał Kubacki, im Finale unterlag er dem Deutschen Henry Stöhr. Zwei Monate später fanden in Barcelona die Weltmeisterschaften 1991 statt. Im Achtelfinale des Schwergewichts bezwang Kosorotow den Rumänen Marian Grozea. Es folgten Siege über Milan Řezáč aus der Tschechoslowakei im Viertelfinale und den Japaner Naoya Ogawa im Halbfinale. Durch seinen Sieg über Frank Moreno war Kosorotow Weltmeister. Bei den Europameisterschaften 1992 gewann er im Viertelfinale gegen Harry Van Barneveld und im Halbfinale gegen den Jugoslawen Dmitar Milinković. Im Finale unterlag Kosorotow dem Deutschen Frank Möller. Für die Olympischen Spiele in Barcelona wurde Kosorotow nicht berücksichtigt, statt seiner trat Dawit Chachaleischwili für das Vereinte Team an und gewann die Goldmedaille.
Ab 1993 trat Sergei Kosorotow für Russland an. Bei den Europameisterschaften in Athen belegte Kosorotow den siebten Platz, mit dem Europameister Dawit Chachaleischwili aus Georgien und dem fünftplatzierten Weißrussen Ruslan Scharapau lagen zwei Judokas aus der ehemaligen Sowjetunion vor ihm. Fünf Monate später unterlag Kosorotow bei den Weltmeisterschaften 1993 in Hamilton in seinem ersten Kampf Frank Möller. Mit vier Siegen in der Hoffnungsrunde erkämpfte er sich eine Bronzemedaille. Nach einem wenig erfolgreichen Jahr 1994 besiegte Kosorotow bei den Europameisterschaften 1995 in Birmingham im Halbfinale den Niederländer Denny Ebbers und im Finale Frank Möller und gewann damit seinen zweiten Europameistertitel. Bei den Weltmeisterschaften 1995 in Chiba verlor Kosorotow im Schwergewicht seinen Auftaktkampf und schied aus. In der offenen Klasse bezwang er im Halbfinale den Japaner Shinichi Shinohara, im Finale unterlag er dem Franzosen David Douillet. Im Frühjahr 1996 bezwang Kosorotow im Halbfinale des Schwergewichts den Türken Selim Tataroğlu, im Finale unterlag er Dawit Chachaleischwili. Zwei Monate später bei den Olympischen Spielen in Atlanta verlor er im Viertelfinale gegen den Chinesen Liu Shenggang. In der Hoffnungsrunde bezwang er den Rumänen Alexandru Lungu und belegte nach seiner Niederlage gegen Frank Möller den siebten Platz. Bei den Weltmeisterschaften 1997 trat im Schwergewicht Tamerlan Tmenow für Russland an. Kosorotow besiegte in der offenen Klasse den Spanier Ernesto Pérez im Achtelfinale und den Niederländer Dennis van der Geest im Viertelfinale. Nach Niederlagen gegen Rafał Kubacki und gegen Harry Van Barneveld belegte Kosorotow den fünften Platz. Nach einer Erstrunden-Niederlage in der offenen Klasse bei den Europameisterschaften 1999 endete die internationale Karriere von Kosorotow.

## Privates
Sein Sohn Sergei Mark Kossorotow ist russischer Handballnationalspieler.